# Brug 243
Brug 243 is een vaste brug in Watergraafsmeer, Amsterdam-Oost.
De brug is gelegen in de Kruislaan, samen met de Middenweg de drukste en oudste straten van de Watergraafsmeer. Hier werd in de jaren 1953/1954 de buurt Tuinstad Middenmeer gebouwd. Het ging daarbij voornamelijk om flats in laagbouw (3 en 4 verdiepingen). Er werd gebouwd vanaf de Middenweg tot aan wat de laatste bouwstrook zou worden, in 1957 kwam de flat aan de Max Planckstraat gereed. Achter die flat lag al een gracht, waar aan de overkant al sinds 1952 woningen stond, kleine woninkjes aan het Archimedesplantsoen. Over die gracht lag in de beginjaren een simpel, eenvoudig bruggetje met geen enkele splitsing in verkeersstromen. 
In 1972 is de situatie al gewijzigd. Er ligt dan een betonnen brug die het midden houdt tussen een brug en een brug over een duiker. De zijden van de brug zijn opvallend donkerrood; een kleur die bij Amsterdamse bruggen zelden wordt gezien. De brug, die een lichte glooiing kent, heeft lange sierlijke lichtblauwe leuningen met een artistiek einde aan alle vier de kanten. 
<<< · 200 · 201 · 202 · 203 · 204 · 205 · 206 · 207 · 208 · 209 ·  210 · 211 · 212 · 213 · 214 · 215 · 216 · 217 · 218 · 220 · 221 · 222 · 223 · 224 · 225 · 226 · 227 · 228 · 228P · 229 · 230 · 231 · 232 · 233 · 234 · 235 · 236 · 237 · 238 · 239 ·  240 · 241 · 242 · 243 · 244 · 245 · 246 · 247 · 248 · 249 ·  250 · 251 · 252 · 253 · 254 · 255 · 256 · 257 · 258 · 259 · 260 · 261 · 262 · 263 · 264 · 265 · 266 · 267 · 270 · 271 · 272 · 273 · 274 · 275 · 277 · 278 · 279 · 280 · 281 · 283 · 285 · 286 · 287 · 288 · 289 · 290 · 291 · 292 · 293 · 295 · 296 · 297 · 298 · 299 · >>>
Brugnummers 219, 268, 269, 276, 282, 284, 294 zijn niet (meer) in omloop.